# Казе Валенци II (Катанцаро)
Казе Валенци II је насеље у Италији у округу Катанцаро, региону Калабрија.
Према процени из 2011. у насељу је живело 16 становника. Насеље се налази на надморској висини од 1039 м.